# Maria Grazia Siliato
Maria Grazia Siliato, (Gènova 25 d'agost de 1926- Lanuvio, 2 de març de 2018), va ser arqueòloga i historiadora, especialitzada en la cultura mediterrània.
Delegada per la Itàlia del Centre Internacional d'Estudi del Sant Sudari, ha publicat diversos textos sobre aquests relíquia. També ha escrit diverses obres de novel·la històrica. Amb la novel·la Calígula dona un gir a la història amb una nova visió de l'emperador Calígula, arran del seu descobriment de l'origen de dues embarcacions, que van aparèixer el 1920 en el llac Nemi. És fundadora de la Societat d'Antiguitats Paleocristienas i Arqueologia, amb seu a Roma. Ha publicat diversos treballs i llibres relatius al Mediterrani Oriental, des de Xipre o Istanbul fins a Venècia, Nàpols o Roma.
Va estar casada amb el compositor Giovanni Nenna, mort l'11 de desembre de 1999.

## Obra
- 1983 - Indagine su un antico delitto: La Sindone di Torino, Edizioni Piemme (ASIN: B00DDNJ5AW)
- 1989 - Il mistero della Sindone Fabbri Editori (ISBN A000089616),
- 1995 - L'assedio, Arnoldo Mondadori Editore
- 1997 - Sindone: mistero dell'impronta di duemila anni fa, Edizioni Piemme
- 2005 - Caligula. Il mistero di due navi sepolte in un lago. Il sogno perduto di un imperatore, Arnoldo Mondadori Editore (ISBN 880453706X)
- 2007 - Masada, Rizzoli (ISBN 9788817013055)
- 2015 - Il sangue di Lepanto. 1571. La battaglia che ha cambiato il destino del Mediterraneo, Rizzoli (ISBN 978-88-5867805-3)